# الان باروخا
الان باروخا (بالإسبانية: Alain Baroja) (23 أكتوبر 1989 بكاراكاس في فنزويلا - ) هو لاعب كرة قدم فنزويلي في مركز حراسة المرمى. شارك مع منتخب فنزويلا لكرة القدم. أما مع النوادي، فقد لعب مع أيك أثينا ونادي كاراكاس وLlaneros Escuela de Fútbol ‏ ونادي موناغاس الرياضي.

## روابط خارجية
- الان باروخا على موقع قاعدة بيانات كرة القدم.إي يو (الإنجليزية)
- الان باروخا على موقع ناشيونال فوتبول تيمز (الإنجليزية)
- الان باروخا على موقع Soccerway.com (الإنجليزية)
- الان باروخا على موقع AS.com (الإسبانية)